# آلکیبیادس
آلکیبیادِس کلینیو اسکمبونیدس یا آلکی‌بیادس (به یونانی: Ἀλκιβιάδης Κλεινίου Σκαμβωνίδης) (زادهٔ ۴۵۰ در آتن - مرگ ۴۰۴ پیش از میلاد در فریگیه) سیاستمدار، سخنران، فرمانده جنگی آتنی و از شاگردان سقراط بود. او واپسین چهره برجسته از خاندان اشرافی آلکمیونید بود. او در نبردهای آبودوس و کوزیکوس در ۴۱۰ (پیش از میلاد) و شهربندان بیزانتیوم در ۴۰۸ پیش از میلاد شرکت داشت.

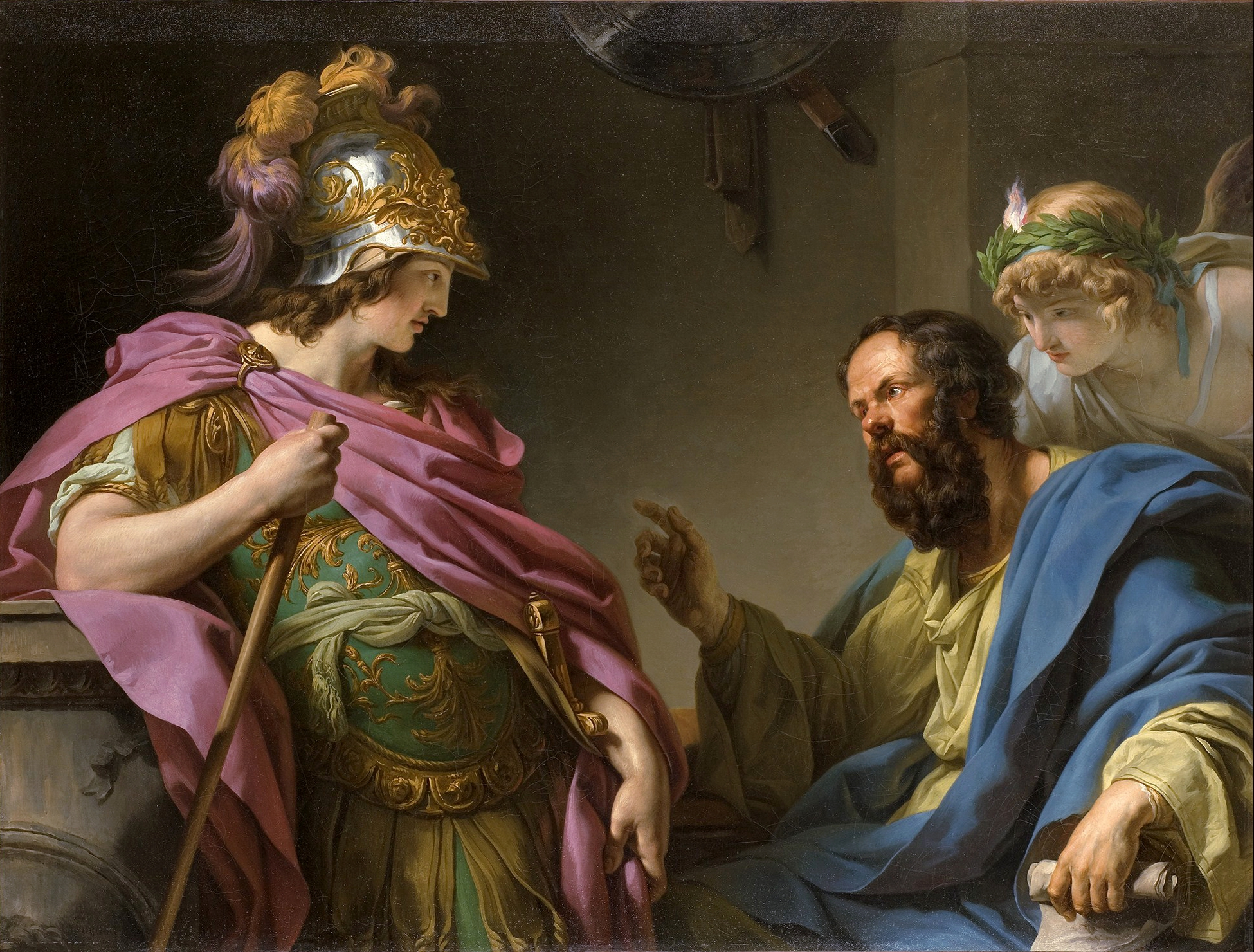
آلکیبیادس در حال آموزش توسط سقراط، اثر فرانسیس-آندره وینسنت که در سال ۱۷۷۶ خلق شد. این اثر اکنون در موزه فابره نگهداری می‌شود.

وی در آتن زادگاهش به توهین به مقدسات متهم شد، پس به اسپارت گریخت. او در اسپارت در جایگاه یک رایزن جنگی به خدمت پرداخت و در چند لشکرکشی به آتن اسپارتیان را همراهی کرد؛ ولی به زودی در اسپارت نیز دشمنان نیرومندی یافت و به ایران رانده شد. در ایران او رایزن ساتراپ ایرانی تیسافرنس شد. سپس به آتن بازگشت ولی دشمنانش باز او را به تبعید واداشتند. او در فریگیه به دست دشمنانش ترور شد.
دانشمندان استدلال کرده‌اند که اگر لشکر سیسیلی به جای نیسیاس تحت فرماندهی آلسیبیادس بود، ممکن بود لشکرکشی به سرنوشت فاجعه بار خود نرسیده باشد. در سالهایی که وی به اسپارتا خدمت می‌کرد، الکیبیادس نقش مهمی در خنثی سازی آتن داشت. تسخیر دکلیا و شورش‌های چندین موضوع مهم آتن یا به پیشنهاد وی یا تحت نظارت وی اتفاق افتاد. با این حال، هنگامی که به شهر زادگاه خود بازگردید، او نقش مهمی در رشته پیروزی‌های آتن داشت که در نهایت اسپارتا را به دنبال صلح با آتن آورد. او از تاکتیکهای غیر متعارف طرفداری می‌کرد و اغلب شهرها را با خیانت یا مذاکره به جای محاصره به دست می‌آورد. استعدادهای نظامی و سیاسی آلکیبیادس اغلب برای هر شهری که در حال حاضر بیعت خود را حفظ می‌کرد، ارزشمند بود، اما گرایش او برای ایجاد دشمنان قدرتمند اطمینان حاصل کرد که او هرگز برای مدت طولانی در یک مکان باقی نماند. و با پایان جنگی که در اوایل دهه ۴۱۰ به احیای مجدد آن کمک کرده بود، روزهای ارتباط سیاسی وی خاطره ای گذشته بود.

## سالهای اولیه
آلکیبیادس در آتن متولد شد. پدر او کلیینیاس بود، که در جنگ با ایران خود را هم به‌عنوان یک مبارز و هم با پرداخت شخصی کمک هزینه‌های یک ترایریم معروف ساخته بود. خانواده کلیینیاس از طریق رابطه زنیا پیوندهای کهنی با اشراف اسپارت و نام «آلکیبیادس» از ریشه اسپارت بود. مادر آلکیبیادس دینوماش، دختر مگاکلس، رئیس خانواده قدرتمند آلکمائونید بود و می‌توانست خانواده اش را به یوریساس و آژاکس تلامونیا بازگرداند. بدین ترتیب الکیبیادس، از طریق مادرش، به خانواده قدرتمند و جنجالی آلکمائونیدا تعلق داشت. پریکلس مشهور و برادرش آریفرون پسر عموهای دینوماش بودند، زیرا پدر و مادرشان خواهر و برادر بودند. پدربزرگ مادری وی که آلسیبیادس نیز نام داشت، از دوستان کلئیستنس، اصلاح طلب مشهور قانون اساسی در اواخر قرن ۶ قبل از میلاد بود. پس از مرگ کلیینیاس در جنگ کرونئا (۴۴۷ قبل از میلاد)، پریکلس و آریفرون نگهبانان وی شدند.
به گفته پلوتارک، آلکیبیادس چند معلم مشهور داشت، از جمله سقراط، و در فن بلاغت نیز به خوبی آموزش دیده بود. با این حال، وی به دلیل رفتارهای غیرمستقیم خود مورد توجه قرار گرفت، که نویسندگان یونان و لاتین باستان چندین بار به آن اشاره کردند. اعتقاد بر این بود که سقراط آلکیبیادس را به عنوان دانشجو می‌گرفت زیرا معتقد بود که می‌تواند آلکیبیادس را از روشهای بیهوده خود به راه درست هدایت کند. گزنفون با انتقال اطلاعاتی مبنی بر اینکه الکیبیادس همیشه فاسد بوده و سقراط صرفاً در تلاش برای آموختن اخلاق به او شکست خورده‌است، تلاش کرد نام سقراط را در دادگاه پاک کند.

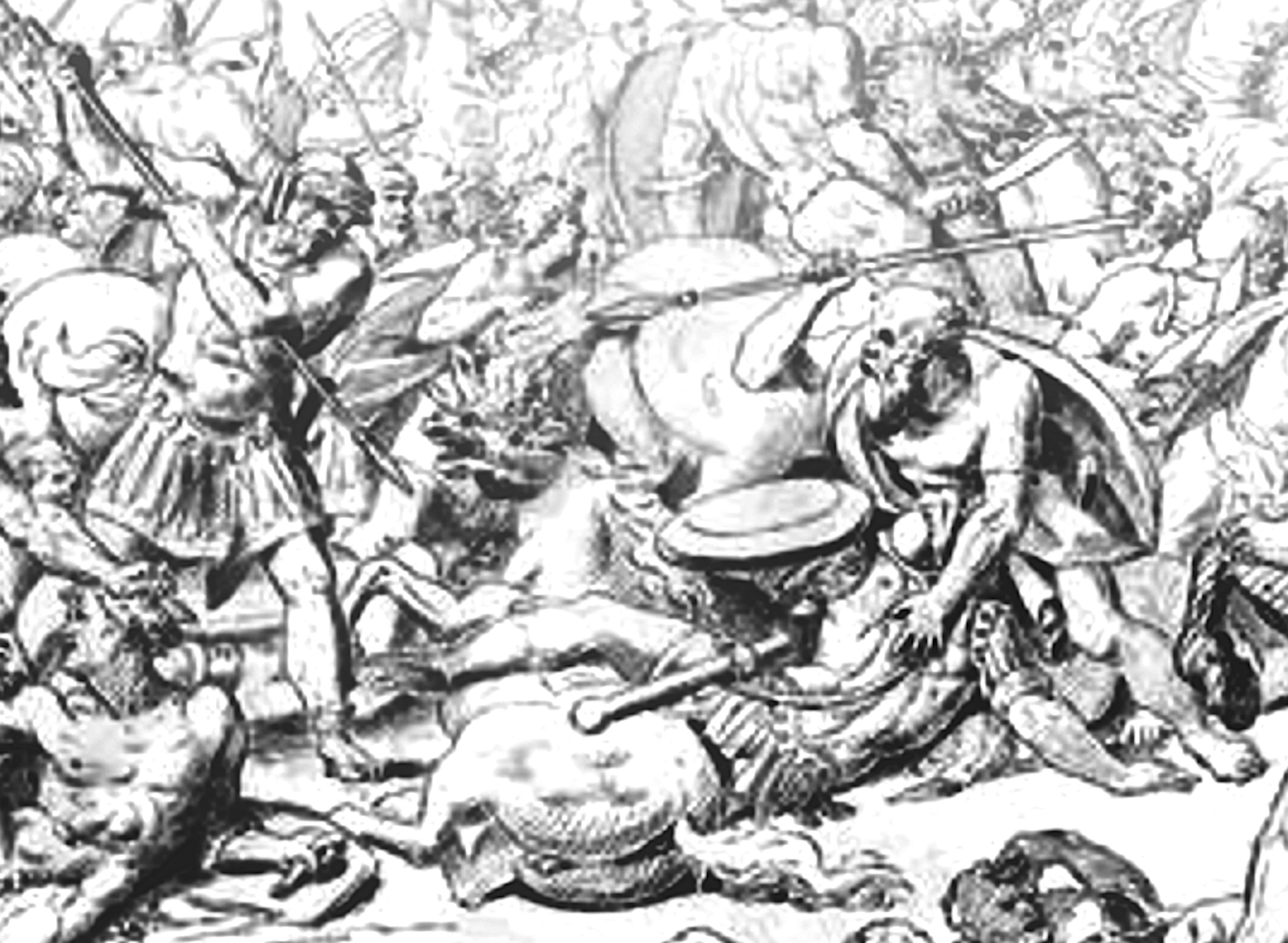
نبرد پادیدیا (۴۳۲ پ. م): آتنی‌ها در برابر قرنتیان (جزئیات). صحنه نجات سقراط از آلکیبیادس. حکاکی قرن هجدهم.

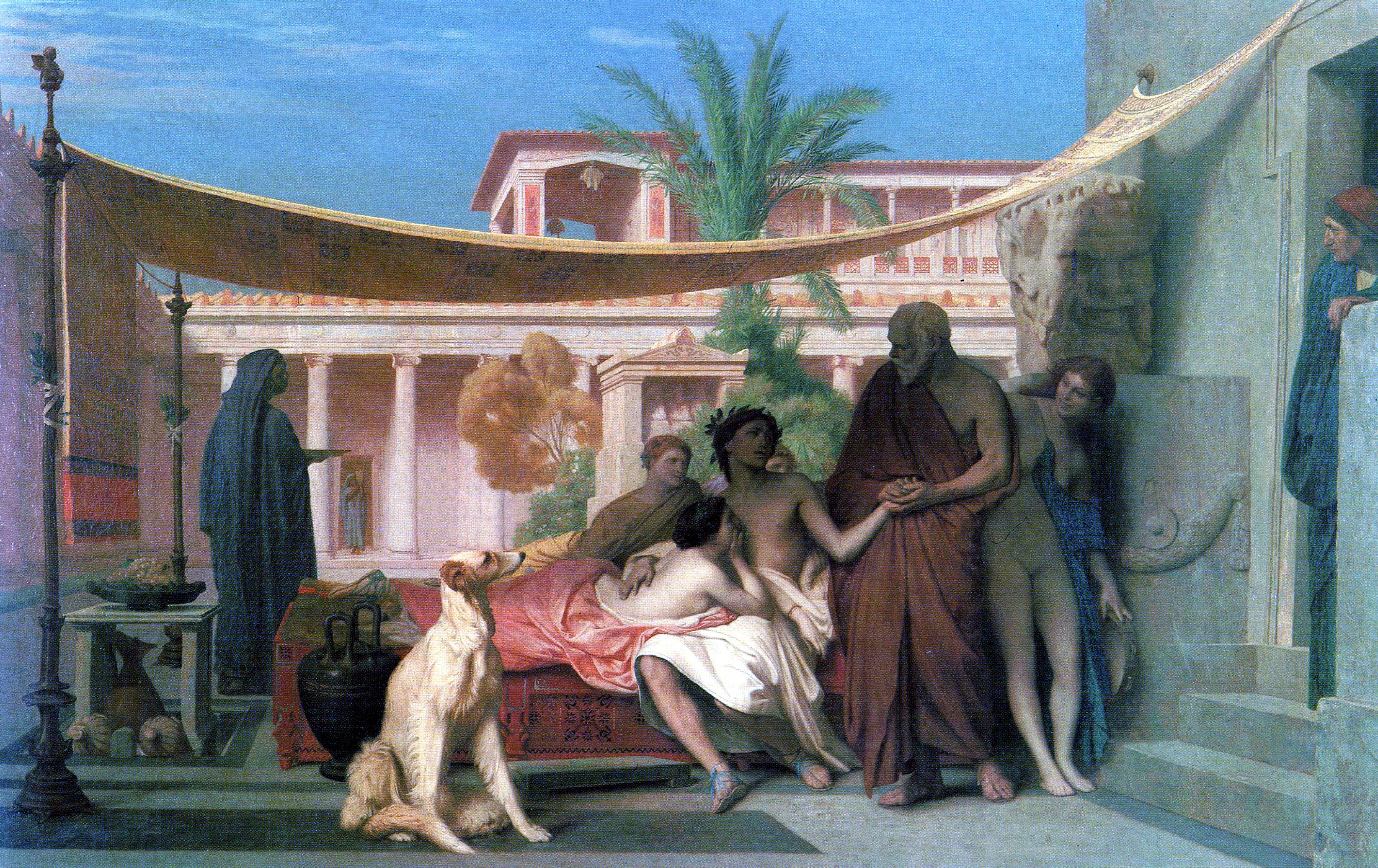
ژان لئون گروم: سقراط در جستجوی آلکیبیادس در خانه آسپاسیا (۱۸۶۱)